# Nurikabe

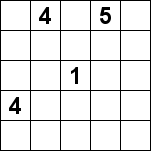
Exemple d'un grille simple 5x5 d'un puzzle Nurikabe ([//upload.wikimedia.org/wikipedia/commons/b/bc/Nurikabe_2.png solution])

Le Nurikabe (d'un esprit du folklore japonais) est un puzzle japonais dans le style du sudoku.
Ce jeu, quelquefois appelé "îlot dans le courant", est un puzzle à résolution binaire. On peut décider, pour chaque cellule, si elle est blanche ou noire en fonction de certaines règles.

## Règles
Le puzzle se résout sur une grille rectangulaire de cellules, dont certaines contiennent des nombres.
Deux cellules sont connectées si elles sont adjacentes verticalement ou horizontalement, mais pas en diagonale. Les cellules blanches constituent les îlots alors que les cellules noires connectées constituent le fleuve.
L'objectif est de déterminer quelles cellules doivent être blanches ou noires en respectant les règles suivantes :
- chaque cellule numérotée est une cellule d'îlots (blanche) et le chiffre qu'elle contient est le nombre de cellules blanches que comporte l'îlot auquel elle appartient,
- chaque îlot ne doit comporter qu'une cellule numérotée,
- il ne doit y avoir qu'un fleuve (cellules noires connectées) qui ne doit pas contenir de lacs, c'est-à-dire de blocs de cellules noires de 2x2.

Habituellement, les joueurs humains marquent d'un point les cellules sans numéro dont ils sont sûrs qu'elles appartiennent à un îlot.
Comme dans la plupart des puzzles de logique, il n'y a généralement qu'une solution, et une grille générée aléatoirement a peu de chance d'avoir une solution unique au puzzle de Nurikabe.

## Mythologie
Le Nurikabe est un monstre de la mythologie japonaise. Il apparaît la nuit, bloquant le passage aux personnes. Ces derniers temps, il est représenté comme un mur avec des jambes, mais sa réelle forme est un chien à trois yeux ayant les oreilles tombantes.